# Conway (Washington)
Conway ist ein census-designated place (CDP) im Skagit County im US-Bundesstaat Washington. Der Ort wurde 1873 erstmals von Thomas P. Jones und Charles Villeneuves besiedelt. Zum United States Census 2020 hatte Conway 87 Einwohner; es gehört zur Metropolitan Statistical Area Mount Vernon–Anacortes.

## Geographie
Conway liegt an der Washington Stae Route 534. Nach dem United States Census Bureau nimmt der CDP eine Gesamtfläche von 0,7 km² ein, worunter keine Wasserflächen sind.

## Bildung
Kinder können die Conway Elementary School vom Kindergarten bis zur achten Klasse besuchen. Das Schulmaskottchen ist ein Puma, die Schulfarben sind Blau und Gold. Es gibt zwei Lehrer pro Klassenstufe; das Lehrer-Schüler-Verhältnis beträgt etwa 1:30.
Der Conway School District verfügt nicht über eine Highschool; die Eltern sind angehalten, ihre Kinder auf eine der Highschools in der Nachbarschaft zu schicken, z. B. nach Stanwood, Mount Vernon oder LaConner. Die Mehrzahl der Highschool-Studenten aus Conway besucht die Mount Vernon High School, da sie die einzige Highschool mit einem Schulbus-Service nach Conway ist.

## Demographie
Nach der Volkszählung von 2000 gab es in Conway 84 Einwohner, 28 Haushalte und 22 Familien. Die Bevölkerungsdichte betrug 124,7 pro km². Es gab 29 Wohneinheiten bei einer mittleren Dichte von 43,1 pro km².
Die Bevölkerung bestand zu 95,24 % aus Weißen, und zu 4,76 % aus zwei oder mehr „Rassen“. Hispanics oder Latinos „jeglicher Rasse“ bildeten 8,33 % der Bevölkerung.
Von den 28 Haushalten beherbergten 50 % Kinder unter 18 Jahren, 64,3 % wurden von zusammen lebenden verheirateten Paaren, 10,7 % von alleinerziehenden Müttern geführt; 17,9 % waren Nicht-Familien. 10,7 % der Haushalte waren Singles und 3,6 % waren alleinstehende über 65-jährige Personen. Die durchschnittliche Haushaltsgröße betrug 3 und die durchschnittliche Familiengröße 3,22 Personen.
Der Median des Alters in der Stadt betrug 36 Jahre. 33,3 % der Einwohner waren unter 18, 4,8 % zwischen 18 und 24, 33,3 % zwischen 25 und 44, 22,6 % zwischen 45 und 64 und 6 65 Jahre oder älter. Auf 100 Frauen kamen 104,9 Männer, bei den über 18-Jährigen waren es 107,4 Männer auf 100 Frauen.
Alle Angaben zum mittleren Einkommen beziehen sich auf den Median. Das mittlere Haushaltseinkommen betrug 33.750 US$, in den Familien waren es 28.750 US$. Das Pro-Kopf-Einkommen betrug 12.206 US$. Keiner lebte unterhalb der Armutsgrenze.